# ماکس ارنست
 ماکس ارنست (به آلمانی: Max Ernst) (زاده ۲ آوریل ۱۸۹۱ – درگذشته ۱ آوریل ۱۹۷۶) نقاش آلمانی بود که در جنبش‌های سوررئالیسم و دادائیسم فعالیت داشت.

## زندگی
سالِ ۱۸۹۱ در شهر برول، در راینلاند در غرب آلمان چشم به جهان گشود و در ۱۹۷۶ در پاریس عمرش به پایان رسید. در دانشگاه بن به تحصیل فلسفه و روانشناسی پرداخت و بی‌آنکه درس نقاشی خوانده باشد، نقاشی را آغاز کرد. ضمن دیداری از پاریس در ۱۹۱۳، با نوگرایانی چون دلند، ماکه، آپولینر، و آرپ آشنا شد و با ماکه و هنرمندان دیگر نمایشگاهی ترتیب داد. عمیقاً تحت تأثیر جنگ جهانی اول (۱۹۱۴–۱۹۱۸) قرار گرفت. بعد از جنگ، در ۱۹۱۹ رهبری گروه دادای کلن را بر عهده گرفت. در ۱۹۲۰ نمایشگاهی در پاریس برپا کرد و در ۱۹۲۲ در آن شهر سکونت گزید. با برتون متحد شد، کسی که در جهت گسترش نظریه سورئالیستی خودکاری (اتوماتیسم) گام برمی‌داشت و هنر را وسیله ابراز حالات خیالی و رؤیایی معرفی می‌کرد. وی در۱۹۲۴ به سورئالیست‌ها پیوست و با سوررئالیست‌ها نمایشگاه برگزار کرد و اسلوب مالش کاری و دیگر شیوه های نیمه - خودکاری  را پروراند. در ۱۹۴۱ به نیویورک مهاجرت کرد. بعد از جنگ جهانی دوم، بیشتر اوقات خود را در کالیفرنیا و فرانسه گذراند. نقاشی ارنست بعد از بازگشت به فرانسه، یعنی از ۱۹۴۹ به بعد، بیش از پیش تغزلی و انتزاعی شد. وی همچنین در سال ۱۹۶۱ کتابی تحت عنوان  زندگی غیررسمی ماکس ارنست نوشت.

## اشاره‌ای به جنبش دادا
در زمان جنبش دادای برلین، جنبش دادائیستی مشابهی در کلن زیر نفوذ شخص عجیبی چون ماکس ارنست جریان داشت. او در بن که فاصلهٔ زیادی با کلن نداشت، آموزش فلسفه و نه هنر گرفته بود. از رهگذر دوستی با مارک در سال ۱۹۱۱ و آرپ در سال ۱۹۱۴ با کار و ایده‌های سوارآبی تماس برقرار کرده بود. ماکه را نیز که در بن زندگی می‌کرد، می‌شناخت. نمایشگاه زوندربونت دارودسته عجایب که در سال ۱۹۱۲ در کلن تشکیل شد، تصویر فوق‌العاده جامعی از هنرمندان را عرضه کرد. سپس جنگ واقع شد. ارنست دربارهٔ خود نوشت: 
ماکس ارنست در اول اوت ۱۹۱۴ مرد. در ۱۱ نوامبر ۱۹۱۸ در قالب جوانی که می‌خواست جادوگر شود و اسطوره کانونی عصر خویش را پیدا کند، به زندگی بازگشت.
 در سال ۱۹۱۶ در برلین با گروس و ویلانت هرتسفلده در گالری (توفان) آشنا شد. آرپ در سال ۱۹۱۹ در کلن اقامت گزید و تا سال ۱۹۲۱ که به پاریس رفت، تقریباً به‌طور پیوسته در آن شهر ماندگار شد. در سال ۱۹۱۹ ارنست، آرپ و شاعر و نقاش هوادار کمونیسم، یوهانس بارگلد (بارگلد در آلمانی به معنی پول نقد است) در انتشار ادواری‌های موقت و پرخاشگر، و مقابله با رخدادهای فرهنگی ارتجاعی، همکاری می‌کردند. این رخدادها محلی بودند ولی ادواری‌ها ماهیت بین‌المللی داشتند و نویسندگانی از برلین و پاریس اغلب با آن‌ها همکاری می‌کردند و ارتش اشغالگر انگلیس خواهان توقف انتشار آن‌ها بود.
کلن، یک شهر آلمانی کاتولیک مذهب که در نزدیک‌ترین نقطه به خاک فرانسه قرار گرفته‌است، سالی یک با در جریان کارناوال ما قبل چلهٔ روزه اعمال و صحنه‌های عجیب و غریبی را تجربه می‌کند. فعالیت گروه دادای کلن گوشه‌ای از برنامه‌های این سنت را منعکس می‌کردند. آن‌ها در سال ۱۹۲۰ در حیاط یک آبجوفروشی، نمایشگاهی ترتیب دادند که روی درش به شکل پاکیزه‌ای نوشته شده بود: آقایان آن موفقیت بزرگی بود. از بازدیدکنندگان خواسته می‌شد که با آلات و ابزاری که در اختیارشان قرار می‌گرفت، اشیا به نمایش درآمده را تخریب کنند، و پلیس که نمایشگاه را به دلیل ابتذال آن تعطیل کرد، علتش صرفاً آن بود که شیء مشکل آفرین باسمهٔ آدم و حوای آلبرشت دورر بوده‌است. همان سال، ارنست با نمایشگاه دادای برلین همکاری کرد و یک نمایشگاه انفرادی در پاریس ترتیب داد. او در سال ۱۹۲۲ کلن و آلمان را به قصد پاریس ترک کرد. گفت: «سی سال زندگی‌اش در آلمان کافی بود.» پدرش او را به دلیل بی حرمت کردن نام خانوادگی شان لعن کرد. منتقدان کلن با نام خانوادگی او بازی می‌کردند. ارنست در آلمانی به معنی «جدیت» و «اهمیت» است و ضمن مغایر دانستن آن با کارهایش، وی را یک عیاش اصلاح‌ناپذیر معرفی می‌کردند. در پاریس تریستان تسارا، آندره برتون و پل الوار (که هرسه نویسنده بودند) از مدت‌ها قبل علاقه‌مند به کارهای ارنست شده بودند.

## ارنست یکی از چهره‌های برجسته سورئالیسم
ارنست رفته رفته به یکی از چهره‌های برجسته و پر اثر جنبش سوررئالیسم تبدیل شد، با این همه، هیچ تغییر مهم و نظرگیری در ماهیت و جهت‌گیری کار او صورت نگرفت. کلاژ، بخش مهم کار او را تشکیل می‌داد و شاید هم برخی بگویند که علاقهٔ وی به این نوع کار ناشی از فقدان آموزش نقاشی اش بوده‌است؛ ولی ارنست بین سال‌های ۱۹۰۹و ۱۹۱۹ تابلوهای زیادی با سبک‌های مختلف کشید که بازتابندهٔ آشنایی هر چه بیشتر وی با نقاشی مدرن بودند. برخی از این تابلوها، به ویژه آبرنگ‌های ماهی و پرندهٔ سال ۱۹۱۷، به نحو فوق‌العاده روشنی، کارهای پخته‌تر سورئالیستی بعدی او را وعده می‌دهند. با این همه، بهره‌گیری خاص از تصاویر و نقش‌های حاضر آماده، رفته رفته وجه مشخصهٔ کار او شد.

## مقایسه و تأثیرپذیری اثری از ارنست با اثری ازپیکابیا
ویژگی بهره‌گیری خاص از تصاویر و نقش‌های حاضر آماده در طراحی‌های ماشینی او که در سال ۱۹۱۹ ساخته شده‌اند دیده می‌شود، که در آن‌ها از شکل‌های چاپ شدهٔ بدون سایه که در چاپ خانه‌ها یافت می‌شود استفاده کرده و با قلم یا قلم مو چیزهایی بر آن‌ها افزوده‌است. ارنست در ساختن این مجموعهٔ خاص احتمالاً تحت تأثیر آن تصاویر طنزآمیز ماشین‌ها بوده که پیکابیا پدیدآورده‌است، منتهی تصاویر ارنست فریبندگی کمتری دارند و پیامدهی شان بیشتر از طریق فرایند به کار گرفته شده صورت می‌گیرد تا از راه اشارات شوخی‌آمیز به اعمال انسانی. او همچنین با استفاده از روش مدادسایی از باسمه‌های چوبی بزرگ، تصویر می‌گرفت. در حوالی سال ۱۹۲۰ تصادفاً یکی از دلخواه‌ترین راهکارهایش را کشف کرد، و آن مونتاژ و دگرسازی نقش‌های برگرفته از آگهی‌های چاپ شده، کاتالوگ‌های فروش محصولات و تصاویر دیگری از این قبیل بود. این تکنیک نه تنها، هنگامی که مصالح ناهمگنی را با هم ترکیب می‌کرد، وی را قادر می‌ساخت که به تأثیر برانگیزی و معنارسانی شگفت‌انگیزی دست یابد، بلکه آن معنای تحیر برانگیزی که ناشی از درهم ریختگی گذرا را، همراه خصوصیتی یگانه و حضور بصری نظر گیر، در محتوای اثر جا می‌داد. نقل است که ارنست دربارهٔ این کلاژها گفته‌است که آن‌ها بهره‌گیری سیستماتیک از تلاقی تصادفی یا سنجیدهٔ دو یا چند واقعیت ذاتاً ناسازگار روی صفحه‌ای اند که بسیار برای چنین منظوری ناکارآمد است)) و تأثیر برانگیزیشانهمچون جرقهٔ شاعرانه‌ای ست که در شکاف میان واقعیت‌ها، هنگامی که به هم نزدیک می‌شوند، زده می‌شود. همین جرقهٔ شاعرانه‌است که برترین کارهای ارنست را، با هر واسطهٔ هنری و هر روش آفرینشگری، از کارهای اغلب کلاژ سازهای دادائیست و سپس سورئالیست، ممتاز می‌کند.

## استفاده ارنست از کلاژ و تأثیرپذیری وی از دکریکو
مکس ارنست هنگامی که در ۱۹۲۰ به پاریس گام نهاد به پختگی کامل رسیده بود. کار او دو عنصر را با هم تلفیق می‌کرد که به ویژه از نظر برتون بسیار جذاب بودند: جهان رؤیایی دکیریکو و کلاژ.
برتون، کلاژ را، به حق، اهدای اصلی مدرنیسم به سوررئالیسم دانست، و ارنست از آن به عنوان شیوه اصلی کار خود بهره می‌گرفت. کلاژ نوعی همجوارسازی برانگیزانده بود که نمونهٔ ادبی آن را لوترئامون در شعر خود به دست داده بود. دکیریکو که در آن اواخر بیش از پیش به نقش مایه‌های کلاسیک می‌پرداخت، از نظر برتون، راه راستین خود را گم کرده بود. برتون هنرمند ایدئال خود را در ارنست، جوانی که اهل کلن بود می‌دید (ارنست فقط سه سال از دکیریکو جوان تر بود ولی همیشه روحیهٔ جوان داشت و فصاحت دلپذیرش از هرگونه قید و بند آموزش‌های هنری آزاد بود). در روابط آن‌ها مسائلی وجود داشت، ولی برتون همیشه احترام بالایی برای ارنست قائل بود. در سال ۱۹۲۹ دربارهٔ او نوشت که 
والاترین مغزی که امروز در کار است
 به ارنست تعلق دارد. ارنست متقابلاً نه تنها معادل‌های بصری اتوماتیسم ادبی و تصاویری از ناپیوستگی ثمر بخش را می‌آفرید که با نوشتارهای سورئالیستی قابل قیاس بودند، بلکه همچنین در فرصت‌هایی تابلوهای رؤیایی پر تفصیلی را می‌کشید و تحرک قابل توجهی را از خود نشان می‌داد، وبی هرگونه وقفه‌ای، بر گسترهٔ آفرینش‌های خویش و سوررئالیسم تجسمی می‌افزود.
برداشت اولیه ارنست از دکیریکو به نوبه خود توجه‌برانگیز بود. بخشی از جاذبهٔ خاص تابلوهای نقاشان ایتالیایی به خاطره انگیزی نافذ آن‌ها مربوط می‌شد. نقاشی‌های دکیریکو در گذشته به سر می‌برند، وما آن‌ها را همچون خاطراتی حزن‌انگیز دریافت می‌کنیم. ارنست در نخستین مجموعه -ی چاپ‌های سنگی خود با عنوان فیات مدز از فضاها و پرسوناژهای دکیریکو استفاده می‌کند، و در عین حال که از ویژگی‌های لباس‌ها به عنوان استعارات تمسخرآمیز هنر بهره می‌گیرد، جلوه‌های زمانی دکیریکورا به نزاع بین دیروز و امروز تبدیل می‌کند. در یکی از چاپ نقش‌های ارنست به سبک دکیریکو، خطوط ژرفانمایی به گونهٔ ابهام‌آمیزی به سیم‌ها یا کابل‌های یک ساختمان تبدیل می‌شوند، ضمن آنکه یک تصویر کوچک‌تر، که بی هیچ منطقی گنجانده شده‌است، یک صحنهٔ وارونه را نشان می‌دهد. ارنست ماهیت تلخ و شیرین دل مشغولی‌های دکیریکو را را قبول ندارد. چاپنقش‌های او، نقادانه‌اند حال آنکه تابلوهای نقاش ایتالیایی سهل گیرانه به نظر می‌آیند. ارنست در سال‌های ۱۹۲۱–۱۹۲۲ به تجربهٔ مالش کاری (یا فروتاژ) دست زد، یعنی از تخته‌های کفپوش و دیگر صفحات، نقوش سایشی برمی‌داشت تا از طریق بافت آنها، تصور کشف انگاره‌های جدیدی را در مخاطب برانگیزد. او چند سال از این شیوه استفاده کرد و به تدریج شگردهای دیگری را به آن افزود که می‌توانستند همچون نقاشی، قوهٔ تخیل مخاطب را برانگیزد.

## اثری از ارنست
ارنست در سال ۱۹۲۴ که از آن پس در پاریس بود.  یک تابلوی با نقش برجسته را ساخت که دو کودک به وسیلهٔ یک بلبل تحدید می‌شوند نام داشت. بخش نقاشی آن، هر چند رمز گونه و رؤیایی است به وضوح رنسانس را تداعی می‌کند. او فقط عنصر دادایی مونتاژ بی‌قاعده را به آن می‌افزاید. تأثیر برانگیزی این تابلو این است که هر گونه تعبیر عقلانی نمایش تصویری آن را با شک و تردید روبرو می‌سازد و آن ترفند کوبیسمی را اعمال می‌کند که مخاطب را به تقلای آزاردهنده‌ای برای کشف واقعیت‌های مختلف مکتوم در یک اثر وامی‌دارد. عنوان تابلو، که به‌طور دیمی در زیر کادر داخلی نوشته شده‌است، بر بی ضابطگی اثر می‌افزاید. حتی هنجارها را به زیر سؤال می‌برد:آیا بدین گونه باید عنوان یک اثرهنری را مشخص کرد؟ آیا آن در کوچک اسباب بازی که با بی ظرافتی نصب شده‌است می‌تواند مناسب کادر تابلو باشد؟ آیا مجموعهٔ کار، ارزش قرار گرفتن در یک کادر را دارد؟ چه بسا فراموش کنیم که از خود بپرسیم که چگونه یک بلبل می‌تواند دو کودک را تهدید کند، و پرسوناژ سوم کیست. خود این هنرمند دربارهٔ ترتیب کار سوررئالیسم با موضوع آثارش چنین می‌گوید: 
اوهیچ گاه عنوان خاصی را برنقاشی اش تحمیل نمی‌کند، به انتظار می‌نشیند تا عنوانی، خودرا بر نقاشی تحمیل کند. اما در این مورد عنوان پیش از آفریده شدن این نقاشی وجود داشت.
 این هنرمند پیشتر شعری سروده بود که بیتی از آن، عنوان شعر بود وقتی عنوان پیداشد، تابلو فقط حادثه‌ای است که رخ می‌دهد.

## چاپ نقش‌هایی از گراوور کلاژ
ارنست دررمان‌های تصویری خود- یعنی ردیف چاپنقش‌هایی که از کلاژ گراوورهای قبلی پل گوگن ساخته شده‌اند- بر شک‌های ما در جهات متعددی می‌افزاید. هنرمندان دیگری قبلاً به ساخت رمان‌های تصویری، با کیفیتی عالی و تا حدی احساساتی، دست زده بودند که در آن‌ها، تصاویر متوالی، داستان قابل فهمی را بیان می‌کردند. در کار ارنست هیچ داستانی وجود ندارد. هر صفحه‌ای که ورق می‌خورد تکانی به ما می‌دهد. ذهنمان تلاش و تقلا می‌کند که جرقه‌های معنایی را برباید و آن‌ها را به هم پیوند دهد. بدیهی است که معناها، بر مدار دلمشغولی‌های همیشگی انسان‌ها، یعنی مسائل جنسی، مرگ و بی‌هویتی، می‌چرخند. ارنست با دستکاری عکس‌هایی که در مجلات و کاتالوگ‌های فروش قرن نوزدهم می‌یافت، تصاویر لازم برای این‌گونه رمان‌ها را تهیه می‌کرد. فراورده‌های پیوندی که بدین وسیله به دست می‌آمدند از تکه‌های زیادی تشکیل می‌شدند. اغلب یکی دو تکه روی تصویر موجود چسبانده می‌شد. نتیجهٔ کار همیشه شگفتی‌آور است. تصاویر، عادت‌های معمول قرائت ما را مختل می‌کنند. اندکی نمی‌گذرد که خود را، حتی نسبت به داده‌های سر راستی که طراحان اصلی با دقت برای مان باز نمایی کرده‌اند، ناباور احساس می‌کنیم.
ارنست در نقاشی‌هایش انتزاعی تر کار می‌کرد و هر چه بیشتر از منابع و شگردهای متنوعی بهره می‌گرفت، که استفاده از عکس‌های اولیه‌ای که جریان هوا را نشان می‌دادند و رنگ چکاندن روی بوم به وسیلهٔ قوطی رنگی که روی آن تاب داده می‌شد، از آن جمله بودند. تابلوهایش اغلب گویی که مکالمهٔ خلاقی را بین نقاش و موضوعات بصری و مادی او ثبت می‌کنند. کار ازنست، در دید کلی، شبیه گردباد است. اگر در انواع مختلف تصاویر پر شماری که در اطراف خود می‌بینیم به دنبال انسان یا روح حاکم بر رفتار او بگردیم، راه به جایی نخواهیم برد. نقل است که دربارهٔ زنان گفته‌است:
برای آن‌ها مشکل است که نرمش و ملایمت بیان ارنست را با خشونت آرامش بخشی که ذاتی اندیشهٔ اوست، وفق دهند. آن‌ها به سادگی می‌توانند آن را با یک زمین لرزهٔ ملایم مقایسه کنند که کاری بیش از لرزاندن مبل و صندلی انجام نمی‌دهد و همه چیز را به سرعت زیرو رو نمی‌کند. آنچه به ویژه برای آنها، نا مطبوع و تحمل ناپذیر است این است که تقریباً به هیچ وجه نمی‌توانند در تضادهای فاحشی که بین رفتارخود جوش او و اعمال سنجیده و آگاهانه اش وجود دارد هویت وی را کشف کنند.
این، هنرمند پربار، ولی فرار و ناگرفتنی، در سال ۱۹۴۰عازم آمریکا شد. از پایان جنگ جهانی دوم به این سو، ارنست و آثار آفریده اش به جهان تعلق یافتند و به ویژه در فرانسه، آمریکا، و زادگاهش آلمان، با استقبال فراوانی روبرو شد.

## نمایشگاه‌ها، مرور برآثار گذشته خود
ارنست چندین نمایشگاه مرور آثار گذشته خود را تشکیل داد که از آْن جمله‌اند:
- نمایشگاه پاریس ۱۹۰۹
- نیویورک و لندن۱۹۶۱ * اشتوتگارت۱۹۷۰
- مونیخ و برلین ۱۹۷۹

## برخی از آثار ارنست
- زنده باد مه، مرگ بر هنر (حدود ۱۹۱۹)
- یک مرد لوله‌کش (۱۹۲۰)
- تیک تاک صدای قطره اشک کوچک (۱۹۲۰)
- از این آدم‌ها چیزی نمی‌توان فهمید (۱۹۲۳)
- دو کودک به وسیلهٔ یک بلبل تهدید می‌شوند [۱۹۲۴)
- زن، خاکستری، آبی (۱۹۲۴)
- قایق‌رانی (چاپ نقش از گراوور کلاژ )(۱۹۲۹)
- انقلاب شبانه (۱۹۳۳)
- آدم‌ها در کوپه قطار (چاپ نقش از گراوور کلاژ) (۱۹۳۴)
- مجسمه زن پاریسی(۱۹۵۰)
- قرن بیستم (۱۹۶۱)